# 斯托克頓斯普林斯 (緬因州)
斯托克頓斯普林斯（英語：Stockton Springs）是一個位於美國緬因州瓦多縣的鎮。

## 人口
根據2020年美國人口普查的數據，斯托克頓斯普林斯的面積為77.26平方千米，當中陸地面積為50.87平方千米，而水域面積為26.39平方千米。當地共有人口1533人，而人口密度為每平方千米20人。